# Kensington Oval
Das Kensington Oval ist eines der größten Stadien auf der Karibik-Insel Barbados. Es wird primär für den Cricketsport, aber auch für Konzerte und andere Veranstaltungen genutzt.

## Geschichte
Seit 1882 wird an dieser Stelle Cricket gespielt, als der Pickwick Cricket Club den Grund und Boden pachtete. Das erste internationale Match fand 1895 gegen eine englische Amateurauswahl statt. Seit 1930 wird das Stadion für Test Matches der West Indies genutzt, erstmals auf einer Tour der englischen Mannschaft.

## Ausstattung

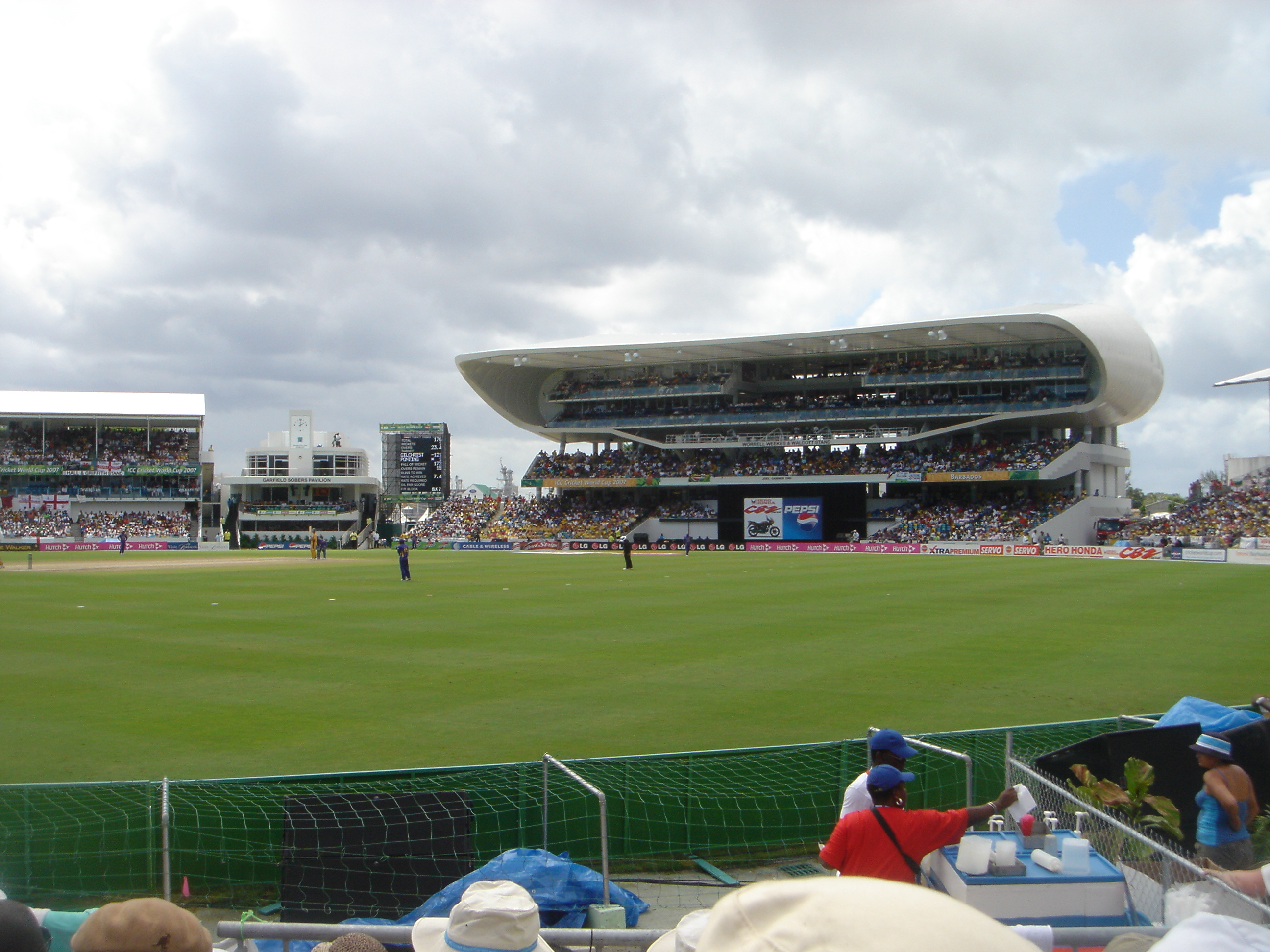
Kensington Oval, Blick auf die Worrell, Weekes and Walcott Tribüne

In den Jahren 2005 bis 2007 wurde das Stadion, das sich in der Nähe von Bridgetown befindet, grundlegend modernisiert und umgebaut. Die Kosten hierfür beliefen sich auf 90 Millionen BDS$. Nahezu alle Tribünen und insbesondere der Medien-Bereich wurden erneuert. Die Zuschauerkapazität des Kensington Ovals wurde von 12.500 auf 28.000 Plätze erhöht.
Besonderheiten des Stadions sind ein übergroßer Bildschirm und ein Swimmingpool, von dem aus die Zuschauer die Spiele verfolgen können. Hinter dem Pool befindet sich ein Grashügel, der von Fans zum Picknick genutzt wird. Darunter liegt ein Teil des neuen Medienbereiches.
Die beiden Ends heißen Malcolm Marshall End und Joel Garner End.

## Ereignisse
Am 28. April 2007 fand im Kensington Oval das Finale des Cricket World Cup 2007 zwischen Australien und Sri Lanka statt, nachdem zuvor bereits mehrere Spiele der Endrunde in dem Stadion ausgetragen worden waren. Ebenso fanden hier mehrere Spiele und das Finale des ICC World Twenty20 2010 zwischen Australien und England statt. Auch wurden hier neun Spiele des ICC Men’s T20 World Cup 2024 ausgetragen, darunter das Finale zwischen Indien und Südafrika.